# Duguetia oblongifolia
Duguetia oblongifolia este o specie de plante angiosperme din genul Duguetia, familia Annonaceae, descrisă de Robert Elias Fries. Conform Catalogue of Life specia Duguetia oblongifolia nu are subspecii cunoscute.